# Rasteira (Brotas)
Rasteira é uma povoado do município de Brotas no interior do estado de São Paulo. Está localizado a 9 km da cidade de Brotas, entre as cidades de São Carlos e Itirapina.
Rasteria é uma vila originada por volta de 1880, onde foi uma colônia de imigrantes italianos. 
Atualmente Rasteira é um vilarejo que onde não há mais a colônia, sendo apenas a sede da Fazenda Rasteira.